# Ciné-Maison Astral
 (mars 2023).
Si vous disposez d'ouvrages ou d'articles de référence ou si vous connaissez des sites web de qualité traitant du thème abordé ici, merci de compléter l'article en donnant les références utiles à sa vérifiabilité et en les liant à la section « Notes et références ».
Ciné-Maison Astral est un distributeur vidéo créé par le conglomérat canadien Astral Media en 1984, d'abord sous les noms de Ciné-Maison Bellevue, Bellevue Vidéo et Astral Vidéo. Le nom « Ciné-Maison Astral » a été adopté en septembre 1992. L'entreprise dupliquait et distribuait les gros de vidéocassettes, et ce jusqu'à sa fermeture en 2000.